# Ảnh hưởng sức khỏe từ tiếng ồn

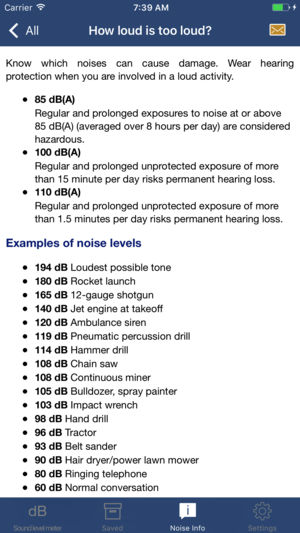
How Loud is Too Loud - Mức tiếng ồn khác nhau và khi tiếng ồn trở nên gây hại cho thính lực và sức khỏe

Tiếng ồn có những ảnh hưởng không tốt lên sức khỏe cả về thể chất cũng như tâm lý khi tiếp xúc một cách thường xuyên, mức âm thanh liên tục cao. Nơi làm việc trên cao hoặc tiếng ồn môi trường có thể gây ra khiếm thính, tăng huyết áp, bệnh tim do thiếu máu cục bộ, bực bội và rối loạn giấc ngủ. Những thay đổi trong hệ miễn dịch và dị tật bẩm sinh cũng được quy cho là do phơi nhiễm với tiếng ồn.
Mặc dù giảm thính lực (presbycusis) xảy đến tự nhiên theo tuổi tác, ở nhiều quốc gia, tác động tích lũy của tiếng ồn cũng đủ để làm giảm sức nghe trong suốt cuộc đời của một phần đông dân số. Phơi nhiễm với tiếng ồn được biết đến là gây ra chứng ù tai, tăng huyết áp, co mạch và những ảnh hưởng bất lợi lên tim mạch khác. Phơi nhiễm với tiếng ồn mãn tính có mối liên quan đến rối loạn giấc ngủ và tăng tỷ lệ mắc bệnh tiểu đường. Những ảnh hưởng bất lợi lên tim mạch xảy ra do phơi nhiễm lâu dài với tiếng ồn do hệ thần kinh giao cảm thiếu khả năng làm quen. Hệ thần kinh giao cảm duy trì chức năng đánh thức giấc ngủ khi cơ thể tiếp xúc với tiếng ồn, không cho phép huyết áp theo chu kỳ tăng và giảm để giữ đúng nhịp điệu sinh học bình thường.
Căng thẳng khi phải dành nhiều giờ tiếp xúc với tiếng ồn ở mức độ cao có liên quan đến gia tăng tỷ lệ tai nạn và sự gây hấn tại nơi làm việc và các hành vi chống đối xã hội khác. Các nguồn chính thường gây ra tiếng ồn bao gồm xe cộ, máy bay, tiếp xúc với âm thanh lớn trong thời gian dài và tiếng ồn công nghiệp.
Tiếng ồn đã gây ra khoảng 10.000 cái chết hàng năm trong Khu vực Kinh tế Châu Âu.